# Croix-Rouge (timbre)
 (mars 2023).
Si vous disposez d'ouvrages ou d'articles de référence ou si vous connaissez des sites web de qualité traitant du thème abordé ici, merci de compléter l'article en donnant les références utiles à sa vérifiabilité et en les liant à la section « Notes et références ».
Pour les articles homonymes, voir Croix-Rouge.
Le timbre Croix-Rouge est une émission française de bienfaisance, émis en fin d'année depuis 1952 par La Poste au profit de la Croix-Rouge française.

## Historique

### Précurseurs

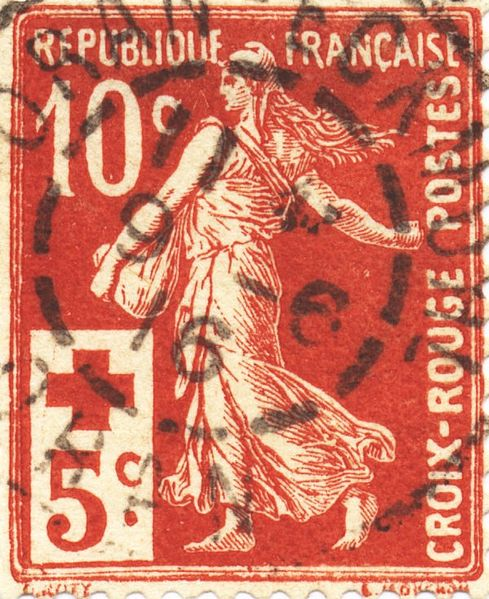
Timbre à surtaxe de septembre 1914.

Le 11 août 1914, le président de la République Raymond Poincaré, pour aider à financer la Croix-Rouge pendant la guerre qui commence, signe un décret « créant un timbre spécial dit “timbre de la Croix-Rouge française” ». Ce décret autorise une surtaxe de 5 centimes au profit de la Croix-Rouge sur 600 000 timbres de 10 centimes au type Semeuse camée de 1907. Les premiers timbres de France à surtaxe sont émis le 18 août 1914.  Cette surtaxe est surchargée à l'encre rouge sur le timbre ainsi : « +5c ». 
Le 10 septembre 1914, les postes mettent en vente un nouveau tirage de 600 000 timbres sur lesquels la surtaxe est intégrée au dessin par une retouche de Jean-Baptiste Lhomme. En 1915, le timbre est émis en carnets.
10 centimes correspond alors jusqu'en janvier 1917 à l'expédition de la lettre simple et de la carte postale à destination du reste de la France. 
Ces deux timbres sont démonétisés en octobre 1918 car un nouveau timbre est émis le 9 août 1918. Ce grand format bicolore représente un navire-hôpital et une infirmière. Dessiné par Louis Dumoulin et gravé par Léon Henri Ruffe, le timbre est imprimé en typographie. Il permet l'affranchissement de la lettre simple et de la carte postale (15 c.) plus une surtaxe de 5 centimes pour la Croix-Rouge.
Ces trois timbres à surtaxe sont démonétisés le 1er avril 1921.
Par la suite, du 24 mars 1939 au 8 juin 1940, est vendu un timbre à surtaxe à l'occasion du 75e anniversaire de la Croix-Rouge. Dessiné par André Spitz et gravé par Antonin Delzers, il représente mademoiselle Gervais, une infirmière de l'hôpital du Mont des Oiseaux, pendant la Première Guerre mondiale.
Pendant l'entre-deux-guerres et la Seconde Guerre mondiale, les postes françaises ont émis plusieurs timbres à surtaxe au profit d'œuvres d'entraide ou de soutien aux veuves et orphelins de guerre, mais aucun pour la Croix-Rouge.

### Série annuelle

#### Première période
L'année 1950 marque le début de l'émission annuelle d'une paire de timbres avec surtaxe au profit de la Croix-Rouge, série qui prendra fin sous cette forme avec l'émission de 1983. Sur cette période, la gravure en taille-douce est utilisée, comme pour la plupart des timbres de France de cette époque, à l'exception de l'émission de 1981, réalisée en héliogravure.
La première paire, émise le 22 décembre 1950, représente le buste d'Alex Brongniart, d'après une sculpture de Jean-Antoine Houdon, et L'Amour menaçant  d'après une sculpture de Etienne Maurice Falconet. 
En date du 17 décembre 1951, deux nouveaux timbres avec surtaxe au profit de la Croix-Rouge sont mis en vente. Gravés en taille-douce par Jules Piel, ils représentent un enfant royal en prière d'après le Maître de Moulins et un Portrait de Nicole Ricard par Quentin de La Tour.
En juin 1952, un décret du président du Conseil Antoine Pinay accorde à la Croix-Rouge française, en tant qu'auxiliaire des pouvoirs publics, l'exclusivité de la perception des surtaxes postales figurant sur les timbres Croix-Rouge de 1951, mais aussi de la série Personnages célèbres et de l'émission Journée du timbre.
L'émission de décembre 1952 reprend des sculptures du bassin de Diane, dans les jardins du château de Versailles.
Une certaine continuité est observée dans les sujets retenus pour les émissions suivantes, ce qui confère à la série une grande unité, malgré son étalement dans le temps. Les timbres représentent généralement des œuvres d'art (peintures, sculptures, vitraux, gravures) ou des personnages illustres des œuvres de Charité. Un thème récurrent de la série est celui de l'Enfance, abordé au travers d'émissions inspirées de l'art religieux (Vierge à l'enfant) ou de l'art profane (peintures, dessins).

##### Les carnets de la première période
Les premiers carnets apparaissent avec l'émission de 1952. Ainsi, à partir de cette date, chaque année les timbres sont émis en feuille et en carnet à la couverture décorée. 
Les carnets de 1952 sont les seuls avec publicité, présentant les actions de la Croix-Rouge. Pour la plupart, les carnets comportent quatre paires de timbres. Les exceptions sont les émissions de 1952 et 1955, qui bien que comportant également huit timbres, n'incluent que le timbre de valeur faciale la plus élevée. Selon les émissions, les timbres des carnets peuvent avoir une  dentelure différente de ceux émis en feuille, ce qui permet de déterminer l'origine d'exemplaires isolés. Cependant, les timbres issus de carnet se collectionnent généralement par paire verticale avec marge inférieure et supérieure, configuration propre au carnet.

#### Deuxième période
A partir de 1984, l'émission annuelle au profit de la Croix-Rouge se compose désormais d'un seul timbre. Le premier de cette série représente La corbeille rose d'après une peinture de Caly. Cette pratique prend fin avec l'émission de 2005; Sur cette période, l'héliogravure est principalement utilisée. La date d'émission est aussi parfois avancée, quand d'autres timbres sont émis en fin d'année à l'occasion des vœux pour la nouvelle année. Si une partie des émissions représentent encore des œuvres d'art religieux ou profane, d'autres sont plutôt destinées à célébrer les fêtes de fin d'année, par de joyeux dessins sur le thème de Noël et le Nouvel An (bonhomme de neige, jouet,...) 

##### Les carnets de la deuxième période
Comme auparavant, les timbres sont dans un premier temps émis à la fois en feuille et en carnet. Ces derniers sont désignés sous le terme bande-carnet, la bande ne formant carnet que si elle est pliée en deux. Ils comportent dix timbres et deux vignettes sans valeur. Vers la fin de la période, certains tirages ne sont effectués qu'en carnet.

#### Période récente
De 2006 à 2008,les timbres émis seulement en carnet, reproduisent deux dessins d'enfants sélectionnés par un concours. Ensuite, les timbres Croix-Rouge sont émis en feuillets de cinq timbres.
En Mai 2015,  La Poste soutient « la Croix-Rouge française en action », avec l’émission d’un carnet de 8 timbres qui illustrent les actions de l’association auprès de ses bénéficiaires. Deux euros par carnet sont reversés à l’association. Les valeurs de la Croix-Rouge française sont reprises sur le carnet et illustrent sa philosophie d’intervention : humanité, unité, impartialité, neutralité, universalité, volontariat, indépendance.

### Émission exceptionnelle
Le 14 janvier 2005, La Poste émet une Marianne des Français « Solidarité Asie », de grand format avec surtaxe de 0,20 €. La surtaxe finance une opération de traitement et de distribution d'eau potable à Lhokseumawe, dans la province d'Aceh en Indonésie, à la suite du tremblement de terre du 26 décembre 2004.

### Concurrence des timbres de fin d'année
Depuis 1998, La Poste émet également chaque année un timbre « Meilleurs vœux » le plus souvent en feuille et en carnet de dix timbres autocollants depuis 2001. Ils sont vendus sans surtaxe au prix de la lettre de moins de 20 grammes, ce qui peut apparaître comme une concurrence au timbre Croix-Rouge.
D'après la Croix-Rouge française, le revenu de ces timbres à surtaxe représente 6 % de son budget en 2005.